# Schmalspurbahn von Nauru

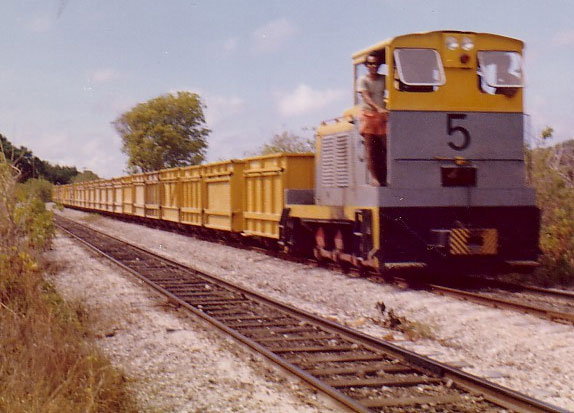
Ein Phosphatzug in Nauru

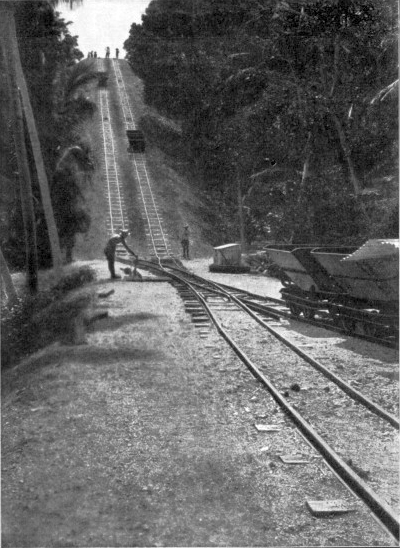
Die Phosphatbahn im Jahr 1908

Die Schmalspurbahn von Nauru war eine Werksbahn auf der pazifischen Insel Nauru, die für den Transport des abgebauten Phosphatgesteins aus dem Landesinneren zu den Piers im Aiwo-Distrikt an der Westküste der Insel angelegt wurde. Während ihres rund hundertjährigen Bestehens wurde sie zur Anpassung an die sich ändernden Bedürfnisse des fortschreitenden Bergbaus immer wieder umgebaut.

## Geschichte
Mit Beginn des Phosphatabbaus durch die Pacific Phosphate Company wurde 1907 eine Schmalspurbahn mit 2 Fuß (610 mm) Spurweite für den Transport des Phosphatgesteins von den Abbaustellen im höhergelegenen Inselinneren über eine schiefe Ebene zu den Verladestellen am Meer erbaut. Die Beförderung der Transportwagen erfolgte zunächst ausschließlich mit Dampflokomotiven. Im Jahr 1912 wurden die in der Küstenebene gelegenen Streckenbereiche von den Aufbereitungsanlagen zu den Verladeeinrichtungen auf elektrischen Betrieb mit 500-Volt-Oberleitung umgestellt. Der Transport von den Abbaustellen zu den Aufbereitungsanlagen erfolgte weiterhin mit Dampflokomotiven.
Durch die Errichtung der neuen, mit Förderbändern beschickten Ausleger-Verladebrücken im Jahr 1930 wurde die elektrische Verladebahn überflüssig und in der Folge bis auf wenige Reste abgebaut.
Um die durch die Ausweitung und Mechanisierung des Abbaus gestiegenen Anforderungen an die Transportkapazität zu befriedigen, wurde die Spurweite in den 1930er Jahren auf 3 Fuß (914 mm) umgestellt. Dadurch wurde der Einsatz stärkerer Lokomotiven, größerer Wagen und längerer Züge möglich. Die ersten Lokomotiven für die neue Spur wurden 1937 geliefert. Da die Umstellung im laufenden Betrieb stattfinden musste, bestanden über einen längeren Zeitraum beide Spurweiten parallel.
Nach dem Ende des Zweiten Weltkriegs wurden die während der japanischen Besetzung Naurus weitgehend zerstörten Gleisanlagen wiederhergestellt. Mitte der 1950er Jahre jedoch wurde das gesamte bisherige Schienennetz demontiert und durch eine doppelgleisige Strecke von der Aufbereitungsanlage zur Ladestelle im Inselinneren ersetzt. Gleichzeitig wurde die Beförderung der Züge von der Ladestelle zur Aufbereitung von Dampf- auf Dieseltraktion umgestellt. Die Anlieferung des Phosphatgesteins von den Tagebauen zur Ladestelle erfolgte mit Lastwagen.
Der Niedergang des Phosphatabbaus und Streitigkeiten mit Grundeigentümern führten 2008 zur Stilllegung der Schmalspurbahn. Nur wenige Relikte zeugen noch von dem einstigen Betrieb.

## Rollendes Material
Die erste Lokomotive auf Nauru war eine 30-PS-Dampflokomotive von 1907 aus der Lokomotivfabrik Krauss & Comp. Die weiteren Dampflokomotiven für die 2-Fuß-Spurweite mit 20 bzw. 40 PS kamen von Orenstein & Koppel. Dieses Unternehmen lieferte später auch ölgefeuerte Dampflokomotiven mit 50 und 140 PS für die 3-Fuß-Spurweite. Außerdem kamen für die 3-Fuß-Spurweite Dampflokomotiven des britischen Herstellers Hudswell Clarke und eine gebrauchte Maschine von Bagnall zum Einsatz.
Auf den im Jahr 1912 elektrifizierten Streckenabschnitten wurden Triebfahrzeuge von General Electric verwendet. Ab 1956 wurden Diesellokomotiven des australischen Herstellers Clyde Engineering und der britischen Firma Thomas Hill eingesetzt.
Für den Transport des Phosphatgesteins wurden auf der 2-Fuß-Spur zweiachsige Seitenkippwagen, auf der 3-Fuß-Spur ebenfalls zweiachsige Seitenentladewagen benutzt.
Motive der Schmalspurbahn von Nauru sind auf mehreren Briefmarken von Nauru abgebildet, zum Beispiel auf Serien von 1980 und von 1985 sowie auf einigen Sonderausgaben.

## Historische Fotos

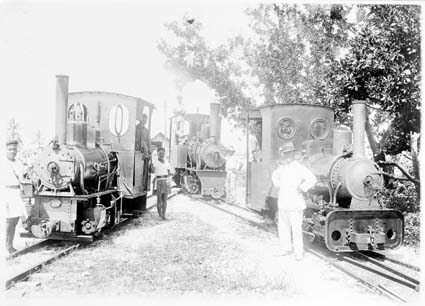
Lokomotiven in Nauru für den Phosphattransport, 1917
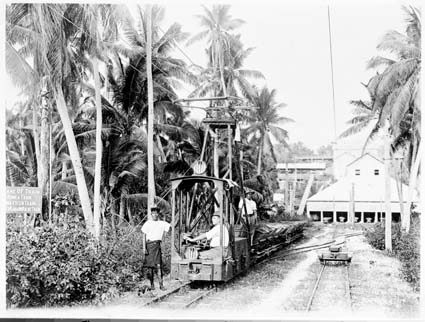
Die elektrifizierte Eisenbahn von Nauru und das große Mahlwerk
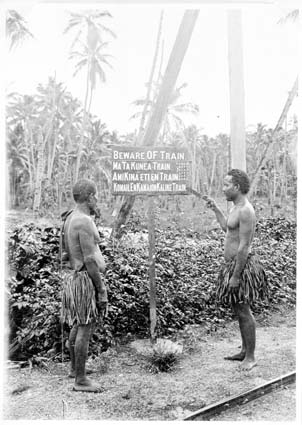
Warnschild: „Vorsicht Eisenbahn“